# Oorsmeer

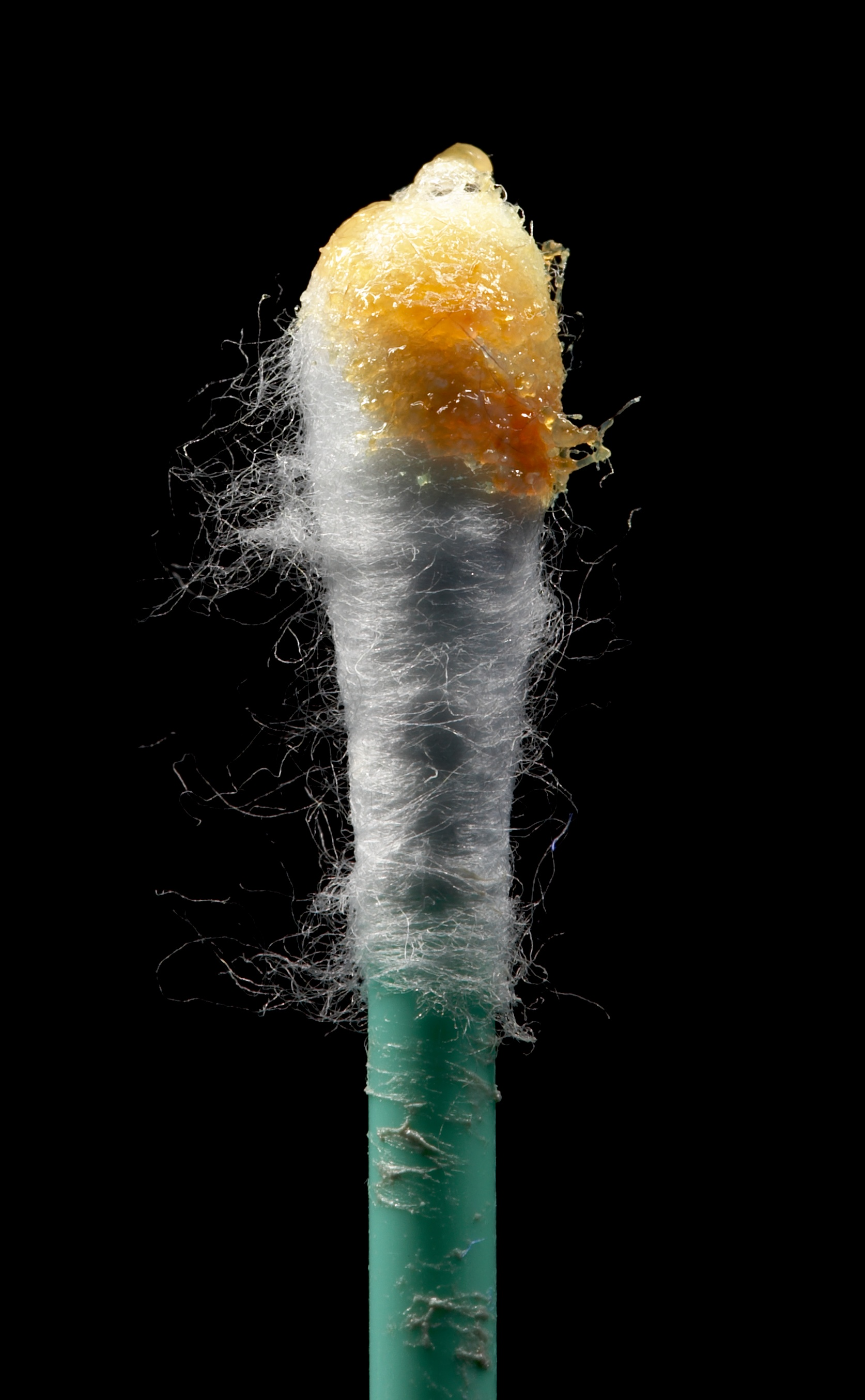
Oorsmeer op wattenstaafje (vochtige type)

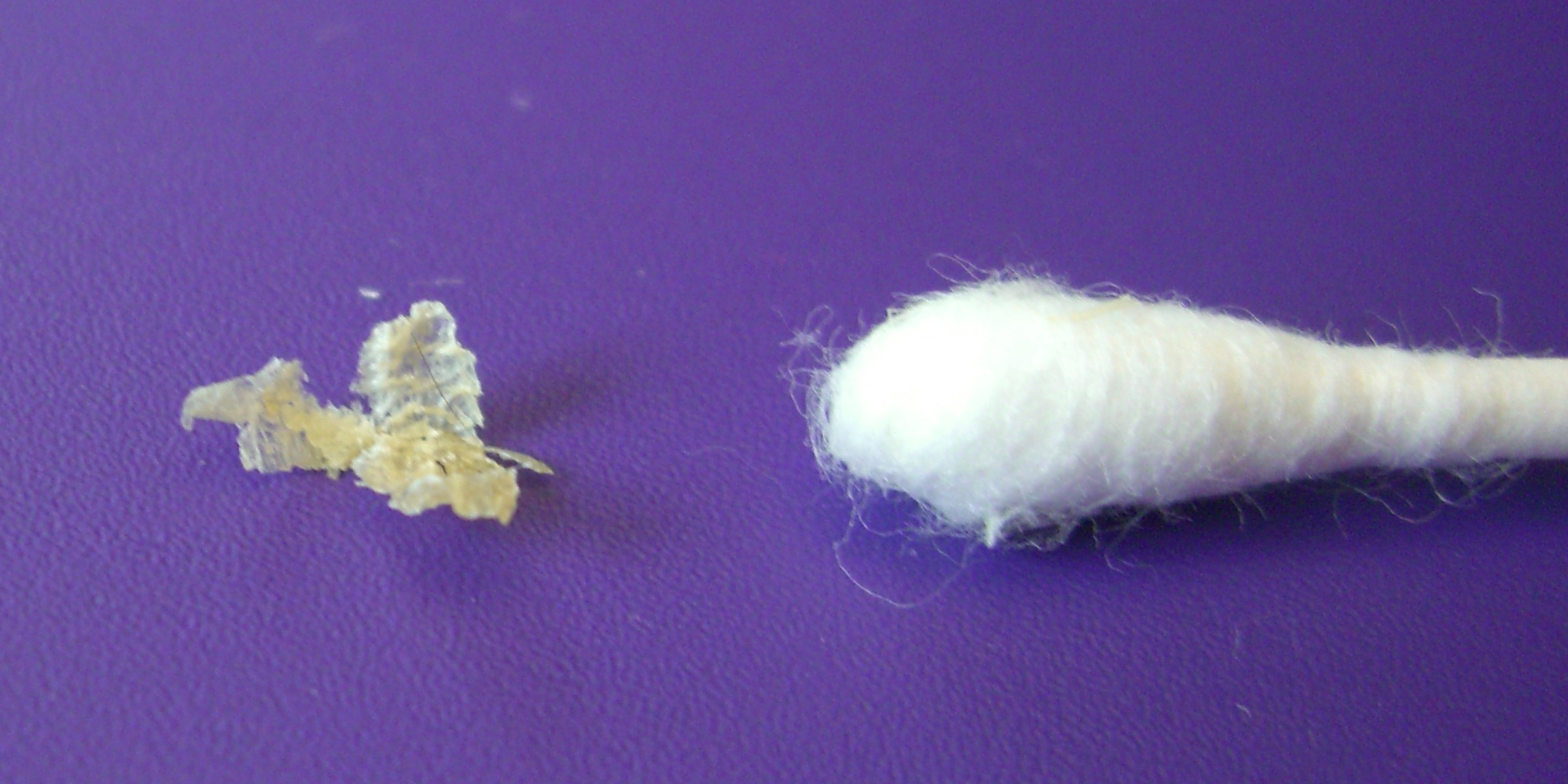
Oorsmeer van het droge type

Oorsmeer, oorwas of cerumen is de stroperige vloeistof in de gehoorgang die bestaat uit een mengsel van keratine, collageen, haartjes en talg uit huidschilfers. Het wordt gemaakt door oorsmeerklieren, waarvan er 1000 tot 2000 in het menselijk oor voorkomen in het buitenste 1/3 deel van de gehoorgang.
Doorgaans is oorsmeer van het vochtige type. Bij ouderen en mensen uit Azië is oorsmeer droog en korrelig. Deze eigenschap, omdat het vastgelegd is in de genen, wordt soms gebruikt door antropologen om migraties van mensen uit deze regio te volgen.
De functie van oorsmeer is de bescherming van de huid in de gehoorgang tegen vocht en beschadiging. Stof, bacteriën en virussen van buiten het oor worden in het oorsmeer opgenomen.
Oorsmeer heeft bij het droge type doorgaans een grijze kleur; bij het vochtige type is de kleur lichtbruin, honingachtig. Hoe ouder het oorsmeer, hoe donkerder bruin het wordt. In het oorsmeer bevinden zich onverzadigde vetzuren, die door contact met de lucht geoxideerd worden en dat heeft een diepere kleur bruin tot gevolg. Bij oren die niet regelmatig worden gereinigd, kan de kleur zelfs bijna zwart worden, als gevolg van de opname van stof, dode cellen, afbraakproducten van bacteriën en haarfragmenten.
Onnodig 'reinigen' van de gehoorgang met wattenstaafjes kan de gehoorgang doen verstoppen. Hoewel er een sterke, bijna dwangmatige, neiging tot peuteren kan ontstaan bij ernstige jeuk, is het aan te bevelen hieraan niet toe te geven. Het peuteren leidt juist tot een verhoging van de oorsmeerproductie. Hooguit zou men aan de oorlel kunnen 'jutteren'. Als het jeuken niet over gaat betekent dit dat de zuurgraad van het oorsmeer 'van slag' is. Een bezoek aan een arts is in dit stadium aan te raden.

## Naamgeving
De Latijnse naam cerumen is willekeurig samengesteld uit cera (was) aurium (van de oren). Dit begrip komt niet voor in het klassieke Latijn en werd bij de Romeinen sordes (viezigheid) aurium (van de oren) genoemd. Overeenkomstig gebruiken sommige anatomen woorden afgeleid van sordes in het (medisch) Latijn, zoals sordipara in glandula sordipara in plaats van woorden afgeleid van het niet-zuivere Latijn cerumen, zoals ceruminosa in glandula ceruminosa.

## Trivia
- Oorsmeer is bruikbaar als remedie tegen gebarsten lippen. Om voor de hand liggende redenen is het geen populaire remedie, maar het wordt desondanks wel als zodanig gebruikt door mensen die in de wildernis verblijven (bijvoorbeeld tijdens een survival).[6]